# Paul Ausserleitner
Paul Ausserleitner (ur. 3 lutego 1925 w Bischofshofen, zm. 9 stycznia 1952 tamże) – austriacki skoczek narciarski, uważany za jednego z pionierów tej dyscypliny po II wojnie światowej, patron skoczni Paul-Ausserleitner-Schanze.

## Kariera
Karierę sportową rozpoczął w czasie II wojny światowej. W 1942 roku został młodzieżowym mistrzem Niemiec w skokach. Jednak po zakończeniu II wojny światowej postanowił występować w reprezentacji Austrii. W 1948 został mistrzem kraju związkowego Salzburga, a rok później w 1949 w Villach sięgnął po mistrzostwo Austrii na skoczni normalnej K-70 oraz w tym samym roku dnia 20 marca 1949 ustanowił niepobity rekord skoczni na górze Gaisberg w Salzburgu.
Oprócz udziału w zawodach prowadził zajęcia dla dzieci i młodzieży w Bischofshofen, promujące skoki narciarskie w Austrii.

## Wypadek i śmierć
5 stycznia 1952 doznał poważnego upadku podczas treningowego skoku przed zawodami z okazji Święta Trzech Króli. Został przewieziony do szpitala, gdzie cztery dni później zmarł w wyniku powikłań po upadku.
Po tym tragicznym wydarzeniu władze klubu sportowego SC Bischofshofen uchwaliły, że ich skocznia będzie nosić imię Paula Ausserleitnera.